# Gomphus graslinii
Gomphus graslinii är en trollsländeart som beskrevs av Jules Pièrre Rambur 1842. Gomphus graslinii ingår i släktet Gomphus och familjen flodtrollsländor. IUCN kategoriserar arten globalt som nära hotad. Inga underarter finns listade i Catalogue of Life.

## Bildgalleri

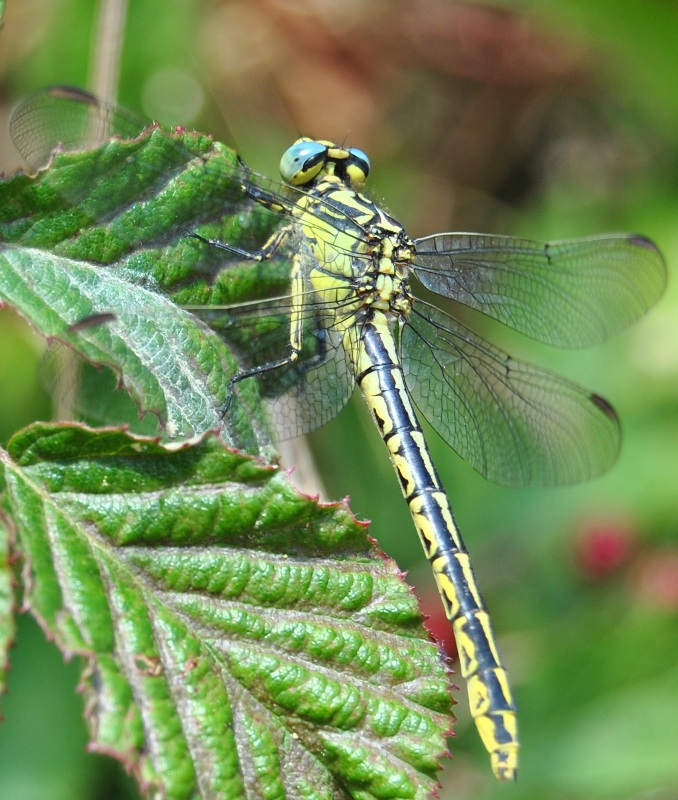